# Sochi Jazz Festival
«Sochi Jazz Festival» — ежегодный международный фестиваль джазовой музыки в Сочи. Проводится с 2010 года в июле-августе в течение 4 дней. В программе фестиваля выступления музыкантов мирового уровня из России, Европы и США, мастер-классы, творческие встречи и джем-сейшены. Продюсер, президент фестиваля — Игорь Бутман.

## История

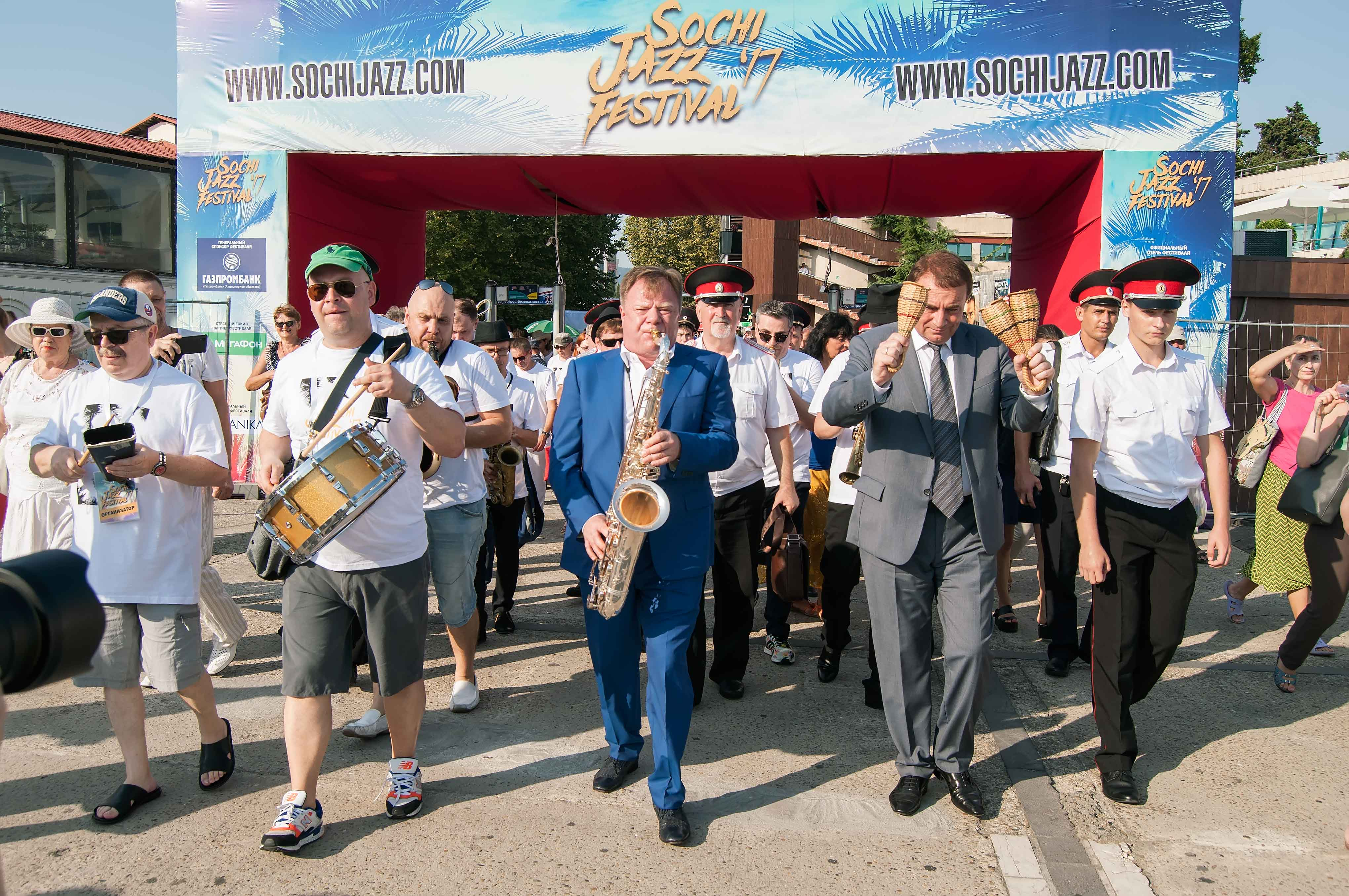
Парад музыкантов Сочинского джазового фестиваля 2017

Фестиваль «Акваджаз» начали проводить в Сочи ещё с 2002 года, но затем традиция прервалась. В 2010 году фестиваль возродили как международный в рамках проекта «Культурная Олимпиада-2010», приуроченного к олимпиаде «Сочи-2014». Первый после возобновления фестиваль прошел 17 и 18 июля 2010 года. С 2014 года фестиваль становится частью культурного постолимпийского наследия.
Сочинский джазовый фестиваль традиционно открывается парадом музыкантов по парку «Ривьера», на котором артисты играют различные композиции. В 2010 и 2011 годах концерты проходили только в Зелёном театре парка «Ривьера» под открытым небом. С 2012 основная программа фестиваля происходит в концертном зале «Фестивальный», а с 2013 ещё и в Зимнем театре Сочи. Кроме концертов фестиваль включает выступления на площадях Сочи, джем-сейшны в городских кафе. В первые годы фестиваль длился 2 дня, с 2013 года перешел на 4-дневный режим.
2013 год стал знаковым для фестиваля. В «Акваджазе» приняло участие рекордное количество участников — более 150, фестиваль проходил на новых площадках. Ведущие федеральные СМИ подробно освещали события фестиваля, его успехи фестиваля были отмечены Президентом Владимиром Путиным и Министром Культуры Владимиром Мединским.
За первые четыре года фестиваль посетили несколько десятков тысяч зрителей.
Среди участников фестиваля — всемирно известные джазмены: Bill Evans и группа «Soulgrass», группы «CAB», группа «Take 6», Московский джазовый оркестр Игоря Бутмана, Трио Даниила Крамера, Paul Bollenback, Kate Davis, Delfeayo Marsalis Quintet, Virgil Donati, Allan Harris, Tony MacAlpine, Zenia McPherson, Brianna Thomas, Mark Whitfield Jr., Олег Аккуратов, Роберт Анчиполовский, Анатолий Кролл, Николай Левиновский, Дмитрий Мосьпан, Валерий Пономарев, Вадим Эйленкриг и многие другие.
В 2017 году Игорь Бутман и компания Igor Butman Music Group решили провести ребрендинг знаменитого сочинского фестиваля и подчеркнуть его городской статус. В итоге «Акваджаз» сменил название на более емкое Sochi Jazz Festival.
Sochi Jazz Festival’2017 подготовил потрясающую премьеру! Впервые в России на фестивале выступят две дивы современного джаза Nik West и Patti Austin! Nik West — экстравагантная басистка и вокалистка, в прошлом — участница группы знаменитого Принса, а ныне — лидер одного из самых успешных фанк-проектов современности. Patti Austin — обладательница премии «Grammy», настоящая легенда джаза и соула, которая представит программу, посвящённую 100-летию Эллы Фитцджеральд, с Игорем Бутманом и Московским джазовым оркестром. Выступления Nik West и Patti Austin пройдут 6 августа на сцене Концертного зала «Фестивальный».
Восьмой Sochi Jazz Festival пройдёт с 3 по 6 августа 2017 года! Сочи снова ждут колоссальный музыкальный парад во главе с Игорем Бутманом на площади Морпорта и выступления ключевых фигур мирового джаза на сценах Зимнего театра и концертного зала «Фестивальный»!